# Assin District
Der Assin District ist ein ehemaliger Distrikt in der Central Region in Ghana mit der Distrikthauptstadt Fosu. Erst per Dekret vom 12. November 2003 von Präsident John Agyekum Kufuor wurde der Distrikt im Zuge der Verwaltungsreform an dem Jahr 2004 in zwei neue Distrikte Assin North District und Assin South District aufgeteilt.
Dieser Distrikt hatte bei der Volkszählung des Jahres 2000 eine Bevölkerung von 196.479 auf einer Fläche von 2409 km².